# Ciminius yana
Ciminius yana är en insektsart som beskrevs av Young 1977. Ciminius yana ingår i släktet Ciminius och familjen dvärgstritar. Inga underarter finns listade i Catalogue of Life.